# 銀鈴 (亞利桑那州)
銀鈴（英語：Silverbell）是位於美國亞利桑那州皮馬縣的一個非建制地區。該地的面積和人口皆未知。

## 地理
銀鈴的座標為32°25′50″N 111°32′17″W / 32.43056°N 111.53806°W，而該地的平均海拔高度為794米（即2605英尺）。